# Saturnalia (dinozaur)
Saturnalia (Saturnalia tupiniquim Langer, Abdula, Richter & Benton, 1999) – bardzo prymitywny zauropodomorf i jeden z najwcześniejszych dinozaurów, którego skamieniałości znaleziono w brazylijskim stanie Rio Grande do Sul w czasie zimy, mniej więcej w okresie przypadającym na rzymskie święto Saturnaliów, stąd nazwa rodzajowa. Szczątki obejmują trzy niekompletne szkielety, które w sumie dają nam pojęcie o całym szkielecie zwierzęcia. Niepewne okazy pochodzą również z triasu Afryki. Pochodzący z karniku dinozaur ma wielkie znaczenie dla klasyfikacji zauropodomorfów. Pomimo posiadania wszystkich typowych cech "prozauropoda" ma on wciąż nie do końca zamkniętą panewkę stawu biodrowego, co niektórzy uważają za dowód polifiletyczności zauropodomorfów.